# Camarones (Esmeraldas)
Camarones ist eine Parroquia rural („ländliches Kirchspiel“) im Kanton Esmeraldas der ecuadorianischen Provinz Esmeraldas. Verwaltungssitz ist San Vicente de Camarones. Die Parroquia besitzt eine Fläche von 165,56 km². Die Einwohnerzahl betrug im Jahr 2010 2410. Für das Jahr 2020 wurde eine Einwohnerzahl von 4412 angenommen.

## Lage
Die Parroquia Camarones liegt an der Pazifikküste von Nordwest-Ecuador. Das Areal erreicht im Süden Höhen von 630 m. Die Flüsse Río Camarones und Río Colope entwässern das Gebiet nach Norden zum Pazifik. San Vicente de Camarones befindet sich an der Küste 10 km ostnordöstlich vom Stadtzentrum der Provinzhauptstadt Esmeraldas. Die Fernstraße E15 (Esmeraldas–San Lorenzo) führt entlang der Küste und an San Vicente de Camarones vorbei.
Die Parroquia Camarones grenzt im Osten an die Parroquias Rioverde und Chontaduro (beide im Kanton Rioverde), im Süden an die Parroquias Chinca und San Mateo sowie im Westen an die Parroquia Tachina.

## Geschichte
Die Parroquia Camarones wurde am 31. Oktober 1955 gegründet.